# 哈通希爾卡山 (瓦努科大區)
9°45′32″S 76°17′08″W / 9.75889°S 76.28556°W
哈通希爾卡山（Hatun Hirka），是秘魯的山峰，位於該國中部瓦努科大區，由丘魯班巴區和聖瑪麗亞德爾瓦列區負責管轄，屬於安地斯山脈的一部分，海拔高度3,937米。